# G6-Gipfel in Rambouillet 1975

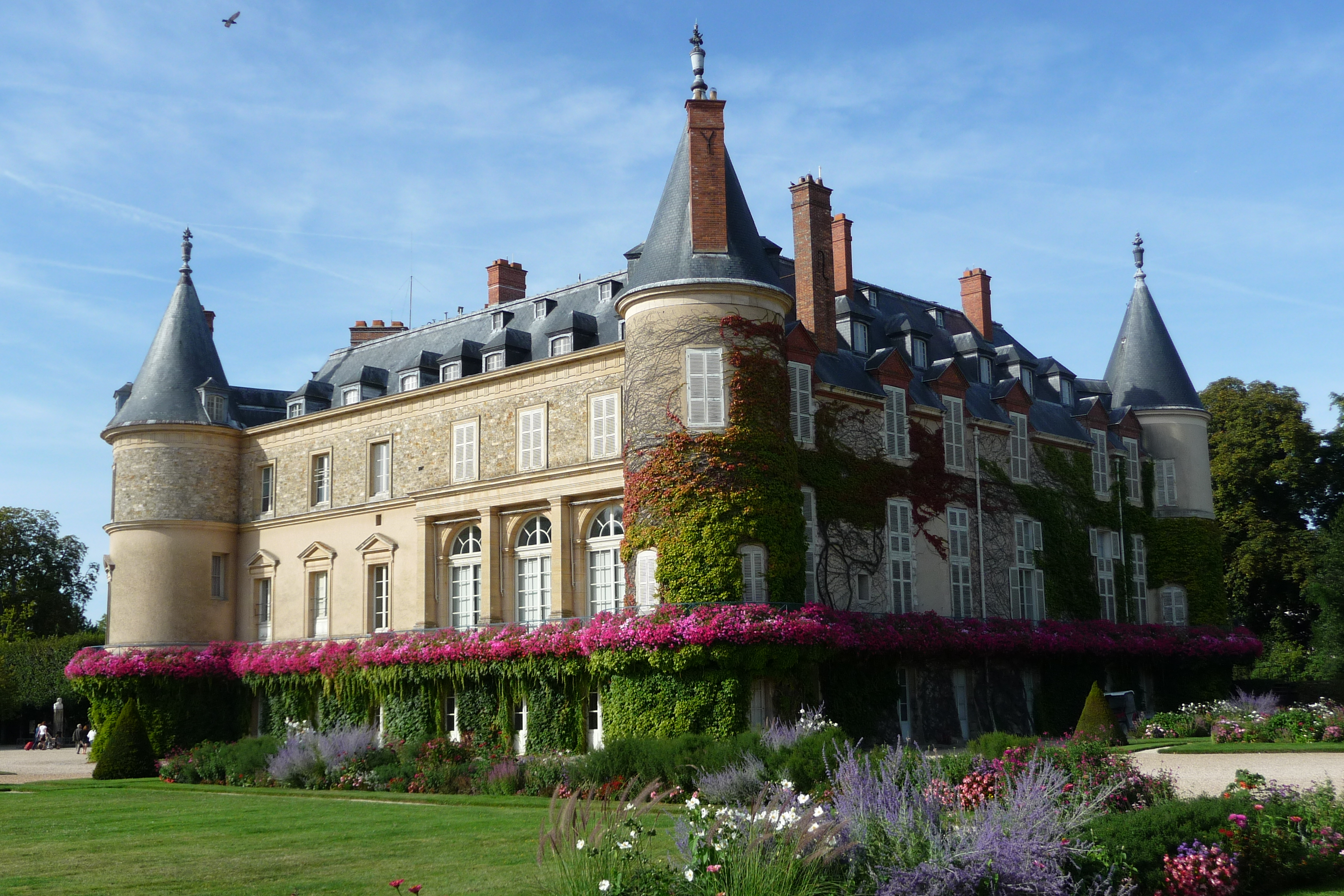
Tagungsstätte Schloss Rambouillet

Der G6-Gipfel fand vom 15. bis 17. November 1975 in Rambouillet (Region Île-de-France), Frankreich statt. Das Treffen war das erste des nachmals als G7 bzw. G8 bekannten Gremiums. 
Das erste Nachfolgetreffen – der G7-Gipfel 1976 – fand bereits im nächsten Jahr in San Juan (Puerto Rico) – durch Erweiterung um Kanada – als G7 statt.

## Teilnehmer
- Bundesrepublik Deutschland – Bundeskanzler Helmut Schmidt
- Frankreich – Präsident Valéry Giscard d’Estaing
- Italien – Premierminister Aldo Moro
- Japan – Premierminister Takeo Miki
- Vereinigtes Königreich – Premierminister Harold Wilson
- Vereinigte Staaten – Präsident Gerald Ford
- Europäische Gemeinschaft – Kommissionspräsident François-Xavier Ortoli

## Themen
- Meinungsaustausch über die Lage und Zukunft der Weltwirtschaft
- Politische und wirtschaftliche Verantwortlichkeit in Demokratien
- Eigenständigkeit und Übernahme internationaler Unternehmen
- Inflation und Energieprobleme
- Arbeitslosigkeit und Wirtschaftswachstum
- Währungsstabilität
- Internationaler Handel
- Wirtschaftsbeziehungen zur Sowjetunion und dem Ostblock
- Entwicklungszusammenarbeit
- Kooperation mit anderen internationalen Organisationen
- u. a.

## Erklärung nach Abschluss des Treffens
1. Am 15., 16. und 17. November 1975 führten wir einen eingehenden und produktiven Gedankenaustausch über die Weltwirtschaftslage, die unseren Ländern gemeinsamen Wirtschaftsprobleme, deren menschliche, soziale und politische Auswirkungen und über Pläne zu ihrer Lösung.
2. Wir kamen zusammen, weil wir gemeinsame Auffassungen hegen und gemeinsam Verantwortung tragen. Jeder von uns ist verantwortlich für die Regierung einer offenen, demokratischen Gesellschaft, die sich zur Freiheit des einzelnen und zum sozialen Fortschritt bekennt. Unser Erfolg wird die demokratische Gesellschaft in aller Welt stärken, ja er ist lebenswichtig für sie. Jeder von uns ist verantwortlich dafür, daß der Wohlstand einer großen Industriewirtschaft gewährleistet bleibt. Wachstum und Stabilität unserer Volkswirtschaften werden der gesamten Industriewelt und den Entwicklungsländern zur Prosperität verhelfen.
3. Um in einer Welt wachsender Interdependenz den Erfolg dieser Zielsetzung zu gewährleisten, wollen wir alles in unserer Macht Stehende tun und unsere Bemühungen für engere internationale Zusammenarbeit und konstruktiven Dialog zwischen allen Ländern über die Unterschiede in den Stadien der wirtschaftlichen Entwicklung, im Besitz natürlicher Reichtümer und in den politischen und gesellschaftlichen Systemen hinweg stärken.
4. Die industrialisierten Demokratien sind entschlossen, hohe Arbeitslosigkeit, anhaltende Inflation und schwerwiegende Energieprobleme zu überwinden. Zweck unserer Zusammenkunft war es, uns über unseren Fortschritt Klarheit zu verschaffen, die in der Zukunft zu bewältigenden Probleme deutlicher zu bestimmen und unseren Weg für die nächste Zeit abzustecken.
5. Unsere dringendste Aufgabe ist es, die Erholung unserer Volkswirtschaften sicherzustellen und die Vergeudung menschlicher Arbeitskraft infolge Arbeitslosigkeit abzubauen. Bei der Konsolidierung der wirtschaftlichen Erholung kommt es wesentlich darauf an, keine zusätzlichen inflationären Kräfte zu entfesseln, die den Erfolg in Frage stellen würden. Das Ziel muß heißen: Stetiges und dauerhaftes Wachstum. Auf diese Weise wird das Vertrauen der Verbraucher wie der Wirtschaft wiederhergestellt werden.
6. Wir sind zuversichtlich, daß die Zielsetzungen und Maßnahmen unserer derzeitigen Politik miteinander vereinbar sind und sich gegenseitig ergänzen und daß die Erholung auf gutem Wege ist. Wir wissen aber, daß wir in unserer Politik wachsam und anpassungsfähig sein müssen. Wir werden es nicht zulassen, daß der Erholungsprozeß ins Stocken gerät. Wir werden keinen neuen Inflationsschub hinnehmen.
7. Wir befaßten uns ferner eingehend mit der Notwendigkeit, neue Anstrengungen im Bereich des Welthandels, der Währungspolitik sowie der Rohstoffe einschließlich der Energie zu unternehmen.
8. Mit fortschreitender binnenwirtschaftlicher Erholung und Expansion müssen wir um eine Wiederherstellung des Wachstums des Welthandelsvolumens bemüht sein. Wachstum und Preisstabilität werden durch Beibehaltung eines offenen Handelssystems gefördert. In einer Zeit, in der der Ruf nach einer Rückkehr zum Protektionismus laut wird, ist es wichtig, daß die Haupthandelsländer ihr Bekenntnis zu den Grundsätzen der OECD-Stillhalteverpflichtung bekräftigen und auf Maßnahmen verzichten, mit denen sie versuchen könnten, ihre Probleme auf Kosten anderer zu lösen, was schädliche Auswirkungen auf wirtschaftlichem, sozialem und politischem Gebiet nach sich zöge. Alle Länder, vor allem jene mit starker Zahlungsbilanzposition oder laufendem Defizit, tragen die Verantwortung dafür, daß ihre Politik eine Ausweitung des Welthandels zu gegenseitigem Nutzen erlaubt.
9. Wir sind der Auffassung, daß die multilateralen Handelsverhandlungen gemäß den in der Erklärung von Tokio vereinbarten Grundsätzen beschleunigt werden sollten. Diese Verhandlungen sollten wesentliche Zollsenkungen, in einigen Bereichen sogar Nullzölle, einen erheblich expandierenden Agrarhandel und den Abbau nicht-tarifärer Maßnahmen zum Ziele haben. Sie sollten auf größtmögliche Handelsliberalisierung abzielen. Unser Ziel ist der Abschluß der Verhandlungen im Jahre 1977.
10. Wir werden ferner unsere Bemühungen verstärken, die laufenden Verhandlungen über Exportkredite rasch zum Abschluß zu bringen.
11. Wir erwarten von einem geordneten und fruchtbaren Ausbau unserer Wirtschaftsbeziehungen mit den sozialistischen Ländern einen wichtigen Beitrag zu Fortschritten in der Entspannung und zum weltwirtschaftlichen Wachstum.
12. Bezüglich der währungspolitischen Probleme erklären wir unsere Absicht, größere Stabilität anzustreben. Dazu gehören auch Anstrengungen um die Wiederherstellung größerer Stabilität in den grundlegenden wirtschaftlichen und finanziellen Bedingungen der Weltwirtschaft. Gleichzeitig werden unsere Währungsbehörden Maßnahmen ergreifen, um gestörten Marktbedingungen oder unberechenbaren Wechselkursschwankungen entgegenzuwirken. Wir begrüßen die auf Ersuchen zahlreicher anderer Länder zustande gekommene Annäherung zwischen den Ansichten der Vereinigten Staaten und Frankreichs über die Notwendigkeit einer Stabilität, die durch die Reform des internationalen Währungssystems gefördert werden muß. Diese Annäherung wird eine Einigung durch den IWF auf der nächsten Sitzung des Interims-Ausschusses in Jamaika über die noch offenen Fragen einer Weltwährungsreform erleichtern.
13. Ein kooperatives Verhältnis und ein besseres Verständnis zwischen den Entwicklungsländern und der industrialisierten Welt sind von grundlegender Bedeutung für das Wohlergehen beider. Anhaltendes Wachstum unserer Volkswirtschaften ist für das Wachstum in den Entwicklungsländern notwendig, und deren Wachstum trägt wesentlich zur Gesundheit der Wirtschaft unserer Länder bei.
14. Die derzeitigen umfangreichen Defizite in der Leistungsbilanz der Entwicklungsländer sind ein kritisches Problem für sie selbst wie für die übrige Welt. Ihm ist mit einer Reihe sich wechselseitig ergänzender Methoden zu begegnen. Die kürzlich bei verschiedenen internationalen Zusammenkünften unterbreiteten Vorschläge haben bereits die Diskussionsatmosphäre zwischen Industrie- und Entwicklungsländern verbessert. Erforderlich aber ist baldiges praktisches Handeln, um den Entwicklungsländern zu helfen. Dementsprechend werden wir über den IWF und andere geeignete internationale Gremien das Unsrige tun, um dringend erforderliche Verbesserungen der internationalen Regelungen für die Stabilisierung der Ausfuhrerlöse der Entwicklungsländer sowie der Maßnahmen zu ihrer Unterstützung bei der Finanzierung ihrer Defizite herbeizuführen. In diesem Zusammenhang sollte den ärmsten Entwicklungsländern Vorrang eingeräumt werden.
15. Weltweites Wirtschaftswachstum ist eindeutig mit der steigenden Verfügbarkeit von Energiequellen verknüpft. Wir sind entschlossen, unseren Volkswirtschaften die für ihr Wachstum benötigten Energiequellen zu sichern. Unsere gemeinsamen Interessen erfordern es, daß wir weiterhin zusammenarbeiten, um unsere Abhängigkeit von importierter Energie durch sparsamen Umgang mit Energie und die Entwicklung alternativer Energiequellen zu verringern. Damit und durch internationale Zusammenarbeit zwischen Erzeuger- und Verbraucherländern im langfristigen Interesse beider werden wir keine Mühe scheuen, um ausgeglichenere Bedingungen und eine harmonische und stetige Entwicklung des Weltenergiemarktes zu sichern.
16. Wir begrüßen die Einberufung der für den 16. Dezember anberaumten Konferenz für internationale wirtschaftliche Zusammenarbeit. Wir werden diesen Dialog in einem positiven Geiste führen, um sicherzustellen, daß die Interessen aller Betroffenen geschützt und gefördert werden. Wir glauben, daß die Industrie- und die Entwicklungsländer gleichermaßen ein entscheidendes Interesse am künftigen Erfolg der Weltwirtschaft und an den politischen Beziehungen der Zusammenarbeit haben, die ihr zugrunde liegen müssen.
17. Wir beabsichtigen, im Rahmen der bestehenden Institutionen und aller einschlägigen internationalen Organisationen unsere Zusammenarbeit zur Lösung all dieser Probleme zu verstärken.